# Omaha World-Herald
L'Omaha World-Herald est un quotidien généraliste américain de langue anglaise, fondé en 1885 et publié à Omaha au Nebraska.